# Язвин (Гомельская область)
Язвин (бел. Я́звін) — деревня в Николаевском сельсовете Светлогорском районе Гомельской области Беларуси.
Кругом лес.

## География

### Расположение
В 20 км на запад от Светлогорска, 22 км от железнодорожной станции Светлогорск-на-Березине (на линии Жлобин — Калинковичи), 121 км от Гомеля.

## Транспортная сеть
Транспортные связи по просёлочной, затем автомобильной дороге Паричи — Озаричи. Планировка состоит из прямолинейной улицы, ориентированной с юго-востока на северо-запад, застройка двусторонняя, деревянная, усадебного типа.

## История
Согласно письменным источникам известна с XIX века как селение в Паричской волости Бобруйского уезда Минской губернии. В 1879 году обозначена в числе селений Паричского церковного прихода. Согласно переписи 1897 года действовали часовня, трактир. С 1921 года начала работать школа. В 1929 году организован колхоз. Во время Великой Отечественной войны в январе 1943 года оккупанты полностью сожгли деревню и убили 14 жителей. В боях за деревню погибли 1043 советских солдата, большая часть из них — из 194-й стрелковой дивизии 48-й армии (похоронены в братской могиле на кладбище).
До 16 декабря 2009 года в составе Полесского сельсовета.

## Население

### Численность
- 2004 год — 26 хозяйств, 36 жителей

### Динамика
- 1897 год — 33 двора, 212 жителей (согласно переписи)
- 1908 год — 43 двора, 295 жителей
- 1917 год — 332 жителя
- 1925 год — 57 дворов
- 1940 год — 70 дворов
- 1959 год — 238 жителей (согласно переписи)
- 2004 год — 26 хозяйств, 36 жителей

## Достопримечательность
- Братская могила (1944) —  Историко-культурная ценность Республики Беларусь, шифр 313Д000785